# Godinus
Godinus (Godyn, Godezin) – pierwszy burmistrz lub sołtys społeczności niemieckich osadników we wrocławskim lewobrzeżnym grodzie nadodrzańskim (prawdopodobnie położona koło kościoła św. Wojciecha) zwanym "civitas" wrocławską, nie mającym jeszcze praw lokacyjnych, ale administrowanym według prawa niemieckiego. Jego nazwisko zostało wymienione po raz pierwszy w dokumencie z 1214 roku sankcjonującym powstanie szpitala Zum heiligen Geist. 
Godinus świadkuje również na dokumencie z 1214 dotyczącym założenia kościoła i szpitala św. Ducha przez opactwo Panny Marii na Piasku. Jego syn Aleksander był kolejnym burmistrzem wrocławskim scultetus de Wratislavia .
Synem Godinusa był Gedko, pierwszy wójt Krakowa oraz protoplasta rodu Stilevoyt.